# توماس لیدستروم
توماس لیدستروم (به انگلیسی: Thomas Lejdström) (زادهٔ ۳۱ مهٔ ۱۹۶۲) شناگر اهل سوئد است.